# John Nehrman (1870–1940)
Johan (John) Nehrman, född 20 november 1870 i Vadstena, död 22 juli 1940 i Vadstena, var en svensk stationsinspektor och konstnär.
Han var son till Janne Nehrman och Charlotta (Lotten) Ryberg samt bror till Ernst Nehrman. Vid sidan av sitt arbete som stationsinspektor medverkade han som illustratör i tidskrifterna Kasper och Nya Nisse samt utförde illustrationsuppdrag för andra tidskrifter.